# Bodeneintrag
Als Bodeneintrag oder Eintrag wird in der Bodenkunde und im Umweltschutz die Einlagerung von unerwünschten Stoffen in die Bodenstruktur bezeichnet. Der Transport bzw. die Kumulation dieser Feinstoffe, Schwermetalle, Dünger- und sauren Anteile erfolgt vor allem durch Wasser (Niederschlag, Grundwasser) und durch Wind:
- Sedimentation und Suspension sowie Ausfällung
- äolisches Sediment und Emissionen.

Der heute oft kritische saure Eintrag durch Regenwasser—siehe Bodenversauerung—kann teilweise durch chemische Pufferbereiche des Bodens (H+-Ionen) verhindert oder stark abgeschwächt werden. Schwerer wiegt oft die Überdüngung—der durch regelmäßige Bodenanalysen gegengesteuert werden kann—und zu starker Nährstoffeintrag, der auch den Chemismus naher Gewässer nachteilig verändert.
Literatur und Quellen
- Tobias Kampet, Bodenrelevante Schadstoffpfade, Band 1, InnoTec 1990
- Matthias Schaefer, Wörterbuch der Ökologie, 4. Auflage, Spektrum-Verlag, Heidelberg/Berlin 2003
- Wikipedia-Artikel v. a. aus den Bereichen Bodenkunde, Emission, Sedimentation, Stoffkreisläufe.